# Convexe verzameling

Convexe verzameling

In de euclidische ruimte is een verzameling of object convex als voor ieder tweetal punten van die verzameling het lijnstuk dat deze twee punten verbindt, geheel binnen de verzameling ligt. Een massieve kubus is bijvoorbeeld convex, maar alles wat hol van binnen is of waar een deuk in zit, zoals een vorm als de wassende maan, is niet convex.
Een verzameling, die niet convex is, wordt concaaf genoemd. Convexe functies worden op een overeenkomstige manier als convexe verzamelingen gedefinieerd.

## Euclidische meetkunde
Men zegt dat een verzameling {\displaystyle C} in een vectorruimte convex is, als voor alle {\displaystyle x} en {\displaystyle y} in {\displaystyle C} en alle {\displaystyle t} in het interval [0,1], het punt
{\displaystyle (1-t)x+ty}
element is van {\displaystyle C}. Dat geldt voor zowel een reële als een complexe vectorruimte.
Met andere woorden: elk punt op het lijnstuk dat {\displaystyle x} en {\displaystyle y} verbindt ligt in {\displaystyle C}. Dit betekent dat in een topologische vectorruimte een convexe verzameling samenhangend is.
Een verzameling {\displaystyle C} wordt absoluut convex genoemd als deze verzameling zowel convex als evenwichtig is.

Concave verzameling

De convexe deelverzamelingen van de reële getallen {\displaystyle \mathbb {R} } zijn de intervallen in {\displaystyle \mathbb {R} }. Voorbeelden van convexe deelverzamelingen in het euclidische vlak zijn regelmatige veelhoeken. Voorbeelden van convexe deelverzamelingen in de driedimensionale euclidische ruimte zijn de archimedische lichamen en de regelmatige veelvlakken. De kepler-poinsot-lichamen zijn voorbeelden van niet-convexe verzamelingen.

### Eigenschappen
Als {\displaystyle S} een convexe deelverzameling is van {\displaystyle \mathbb {R} ^{n}} en {\displaystyle u_{1},u_{2},\ldots ,u_{n}\in S}, dan is voor de niet-negatieve getallen {\displaystyle \lambda _{1},\lambda _{2},\ldots ,\lambda _{n}}, met
{\displaystyle \lambda _{1}+\lambda _{2}+\cdots +\lambda _{n}=1},
de lineaire combinatie
{\displaystyle \sum _{k=1}^{n}\lambda _{k}u_{k}}
element van {\displaystyle S}. Een vector van dit type staat bekend als een convexe combinatie van {\displaystyle u_{1},u_{2},\ldots ,u_{n}}.
De doorsnede van een aantal convexe verzamelingen is zelf ook convex. De convexe deelverzamelingen van een vectorruimte vormt dus een complete tralie. Dit betekent ook dat enige deelverzameling {\displaystyle S} van de vectorruimte zich in de kleinste convexe verzameling bevindt, het convexe omhulsel van {\displaystyle S}, namelijk de doorsnede van alle convexe verzamelingen die {\displaystyle S} bevatten.
Gesloten convexe verzamelingen kunnen worden gekarakteriseerd als de doorsneden van gesloten half-ruimten, verzamelingen van punten in de ruimte die op en aan één kant van een hypervlak liggen. Hieruit volgt dat zulke doorsneden convex zijn en dat zij ook gesloten verzamelingen zijn. Om het omgekeerde te bewijzen, dat wil zeggen, dat iedere convexe verzameling als zo'n doorsnede kan worden weergegeven, heeft men de ondersteunende hypervlak-stelling nodig. Bij een gegeven gesloten convexe verzameling {\displaystyle C} en een gegeven punt {\displaystyle P\not \in C} bestaat er een gesloten half-ruimte {\displaystyle H} die {\displaystyle C} omvat, maar niet {\displaystyle P} bevat. De ondersteunende hypervlak-stelling is een speciaal geval van de stelling van Hahn-Banach uit de functionaalanalyse.

## Websites
- N Lauritzen. Lectures on convex sets, maart 2010.  voor de Universiteit van Aarhus